# علي كميخ
علي كميخ لاعب كرة قدم سعودي سابق.
هو علي كميخ المريخي المطيري مواليد عام 1380 في العاصمة السعودية الرياض. مدافع سابق في نادي النصر السعودي.
مثل نادي النصر في تسع سنوات حقق خلالها عدد من البطولات، وكان يلعب في أكثر من مركز ولكن معظم مشاركاته كانت في مركز الظهير الأيمن.

## مسيرته مع النصر
بدأ علي كميخ اللعب مع نادي النصر في عام 1396هـ حيث برزت موهبته مع النصر وسط وفرة النجوم في الفريق الأصفر، ونجح في حجز مكان ضمن تشكيلة الفريق الاساسية.
وساهم كميخ في احراز لقب بطولة الدوري السعودي لعامين متتاليين، كما حقق كأس الملك.
وفي عام 1405هـ توقف علي كميخ عن الركض وأعلن اعتزاله الكرة بعد مشوار قصير حفر من خلاله اسمه في تاريخ النصر كأحد أفراد الجيل الذهبي للنادي.

## عالم التدريب
- مع النصر: يعد كميخ من أوفى اللاعبين السابقين لناديهم النصر، حيث ظل مخلصاً له بالرغم من ابتعاده عن الكرة، وخدمه في مناصب عديدة، وبدأ ضمن الطاقم الفني كمساعد للنجم الكبير السابق يوسف خميس وقادا فريق درجة الناشئين بالنصر للقب الدوري لأول مرة عام 1411هـ.

وظل كميخ يعمل في النصر ضمن الاطقم الفنية لجميع فرق النادي وكان أبرزها بطولة الدوري عام 1415هـ حيث ساهم كمساعد ليوسف خميس في تحقيق النصر للبطولة، كما عمل أيضاً كمنسق فني وكمستشار للفئات السنية ومدير لكرة القدم بالنادي.
- مع المنتخب السعودي: عمل مع المنتخبات السعودية ضمن الاطقم الوطنية.

## الفرق التي دربها
- عمل كمساعد مدرب في نادي نادي الاتحاد وساهم بتحقيقه لقب الدوري عام 1423هـ.
- درب نادي سدوس.
- درب نادي الشعلة.
- درب نادي الدرعية.
- درب نادي الفيصلي الأردني.
- درب نادي شباب الأردن.

## التحليل الرياضي
وبالإضافة لدخوله مجال التدريب، فإن علي كميخ يعمل كمحلل فني مع القنوات الفضائية، حيث بدأ مع قناة أوربت، ثم تنقل مابين عدد من القنوات مثل ام بي سي وال بي سي والقناة الرياضية السعودية.

## اسهاماته كلاعب مع النصر
- الفوز ببطولة الدوري الممتاز مرتين عام 1980,1981
- الفوز بكأس الملك مرة عام 1981

## اسهاماته الفنية
- تحقيق لقب دوري المملكة للناشئين عام 1411هـ مع النصر كمساعد مدرب
- تحقيق لقب الدوري السعودي عام 1415هـ مع النصر كمساعد مدرب
- تحقيق لقب الدوري السعودي عام 1423هـ مع الاتحاد كمساعد مدرب